# Weihnachten bei dir oder bei mir?
Weihnachten bei dir oder bei mir? (Originaltitel: Your Christmas or Mine?) ist eine britische Filmkomödie des Regisseurs Jim O’Hanlon aus dem Jahr 2022.

## Handlung
Die beiden Schauspielschüler Hayley Taylor und James Hughes sind seit zwei Monaten ein Paar. Als sie zwei Tage vor Weihnachten getrennt voneinander von London in Richtung Heimat aufbrechen, beschließen beide am Bahnsteig spontan, den Zug des jeweils anderen zu besteigen, um gemeinsam Weihnachten feiern zu können. Am Zielort angekommen, fehlt vom jeweiligen Partner jedoch jede Spur. Zu allem Überdruss hat Hayley ihr Handy im Zug liegen lassen, sodass James sie telefonisch nicht erreichen kann. In der Hoffnung, den anderen bereits zuhause vorfinden zu können, begeben sich Hayley und James im Schneegestöber zum Elternhaus des jeweils anderen.
Hayley macht dabei Bekanntschaft mit James’ adeligem Vater Humphrey, der sich seit dem Unfalltod seiner Frau vier Jahre zuvor auf seinem Landsitz in Gloucester verschanzt hat und die hohen Feiertage meidet. Aufgrund eines Missverständnisses nimmt der ranghohe Militär zunächst an, dass Hayley gemeinsam mit seinem Sohn die Royal Military Academy Sandhurst besucht. Hayley, die realisiert, dass Humphrey nicht weiß, dass sein Sohn die Militärschule abgebrochen hat, um in London Schauspiel zu studieren, versucht zunächst, ihn in dem Glauben zu lassen, verstrickt sich jedoch in Widersprüchlichkeiten und fliegt am nächsten Morgen schließlich auf.
James lernt in Macclesfield unterdessen Hayleys Eltern Kath und Geoff und die weitere Verwandtschaft kennen. Als Hayley ihn dort telefonisch erreichen kann und bittet, ihrer Familie gegenüber nichts von ihrer Beziehung zu erzählen, gibt er sich als ihr homosexueller Kommilitone aus. Am Tag darauf taucht der ihm bislang unbekannte Steve bei den Taylors auf und stellt sich James als Hayleys Verlobter vor. Dieser reagiert zunächst irritiert, lässt sich von Hayley jedoch erklären, dass sie sich bereits vor Monaten von Steve getrennt hat – ohne jedoch ihrer Familie davon zu erzählen. Als die beiden Männer bei einem Gesellschaftsspiel in Streit geraten, gibt James wütend seine Tarnung auf und flieht in die Nacht.
Auch Hayley, die mit Humphrey nach dem Versuch, dem Landsitz mit einem Weihnachtsbaum und festlicher Dekoration etwas Feiertagsstimmung einzuhauchen, aneinandergeraten ist, ist zwischenzeitlich zu Fuß aufgebrochen. Da sie ihren Asthmaspray vergessen hat, bricht sie auf dem Weg zusammen, kann jedoch rechtzeitig von Humphrey und dessen Vater Jack gerettet werden. Sie bieten ihr an, sie zu ihrer Familie zu bringen, erleiden am nächsten Morgen jedoch eine Panne. Im gleichen Augenblick treffen James und die Taylors ein. Hayley und James sprechen sich aus, woraufhin sich beide Familien im Hause der Taylors einfinden und gemeinsam Weihnachten begehen.

## Entstehung
Weihnachten bei dir oder bei mir? wurde von der Shiny Buttons Productions im Auftrag von Prime Video produziert. Die Dreharbeiten fanden im August 2021, vornehmlich in London und Buckinghamshire statt. Als Kulisse dienten unter anderem die Marylebone Station im Londoner Stadtviertel Marylebone, der Vorort High Wycombe sowie die Pinewood Studios in Iver Heath, wo ein Großteil der Innenaufnahmen entstand.
Die Filmmusik zu Weihnachten bei dir oder bei mir? steuerte der Komponist Paul Saunderson bei. Neben seinem Score sind im Film Coverversionen verschiedener populärer Weihnachtslieder zu hören, für die Prime Video eine Reihe britischer Musiker verpflichten konnte, darunter Sam Ryder, Maisie Peters, Ella Henderson, The Staves, Laura Mvula und Birdy. Die Lieder wurden am 11. November 2022 als Soundtrack zum Film bei Warner Music veröffentlicht.
| Nr.          | Titel                             | Interpret            | Länge |
| ------------ | --------------------------------- | -------------------- | ----- |
| 1.           | Jingle Bells                      | Sam Ryder            | 2:48  |
| 2.           | Together This Christmas           | Maisie Peters        | 3:14  |
| 3.           | Christmas (Baby Please Come Home) | Ella Henderson       | 2:39  |
| 4.           | Rockin’ Around the Christmas Tree | Priya Ragu           | 2:08  |
| 5.           | I’ll Be Home for Christmas        | Birdy, Skinny Living | 2:46  |
| 6.           | What Christmas Means to Me        | BEKA                 | 2:37  |
| 7.           | Purple Snowflakes                 | Laura Mvula          | 3:10  |
| 8.           | Christmas Wish                    | The Staves           | 3:23  |
| 9.           | Just a Lonely Christmas           | Jerub                | 2:25  |
| 10.          | Blue Christmas                    | Gabe Coulter         | 2:09  |
| Gesamtlänge: | Gesamtlänge:                      | Gesamtlänge:         | 27:10 |

## Veröffentlichung und Rezeption
Die Komödie wurde am 2. Dezember 2022 auf Prime Video veröffentlicht. Der Film erhielt überwiegend gemischte Kritiken. Bei Rotten Tomatoes konnte der Film 67 % der Filmkritiker überzeugen. Das deutsche Online-Portal Filmdienst bezeichnete die Produktion als „weihnachtliche Familienkomödie, die dezent auf den Clash unterschiedlicher Milieus setzt, vor allem aber mit einer liebevollen Figurenzeichnung und charmanter Situationskomik rund um Verstellungen, Missverständnisse und ein allmähliches Sich-Näherkommen aufwartet“. Oliver Armknecht von Film-Rezensionen.de befand, dass Weihnachten bei dir oder bei mir? „ganz amüsant“ sei, „auch wenn man keine größeren Ansprüche an die Figurenzeichnung haben sollte. Und auch nicht an die Romantik, da das Paar einen Großteil des Films getrennt ist“.